# Çaka Bey
Çaka Bey (grec antic: Τζαχᾶς) o Emir Txaka d'Esmirna, fou un comandant militar seljúcida del segle xi, que va governar un estat independent situat a Esmirna i rodalia.
La flota de Çaka va conquerir Lesbos (1089) i Quios (1090), abans de derrotar la flota romana d'Orient comandada per Nicetes Castamonites prop de les Illes Koyun de Quios, el 19 de maig del 1090. En 1091, la seva flota conquerí les illes de Samos i Rodes, però també patí una escruixidora derrota a la Mar de Màrmara a mans de l'almirall romà d'Orient Constantí Dalassè, la qual cosa va desfer bona part dels seus èxits anteriors. Dalassè i Joan Ducas derrotaren Çaka altre cop en 1092, destruïren i recuperaren totes les illes que havia conquerit anteriorment.
Çaka fou fet presoner durant una guerra amb l'Imperi Romà d'Orient per l'emperador Nicèfor III Botaniates. L'emperador es va interessar pel jove i se'l va endur a viure amb ell a palau. Li fou atorgat el títol de protonobilíssim.
Després que Aleix I Comnè esdevingués emperador romà d'Orient el 1081, Çaka retornà a Anatòlia i començà una guerra contra els romans d'Orient. En un intent d'expandir el seu poder, va ordenar la construcció d'una flota a les drassanes d'Esmirna i Efes. Aquesta flota, que estava formada per 33 vaixells de vela i 17 vaixells de rem, fou la primera armada turca.
Segons les fonts romanes d'Orient, Çaka fou assassinat el 1092 pel seu gendre Kilidj Arslan I. Tanmateix, el seu nom apareix en dates posteriors, com ara en una campanya contra l'estratègica ciutat portuària d'Adramítium (l'actual Edremit) en 1095, quan, segons aquestes fonts, hauria mort. Alguns historiadors indiquen que fou de fet el seu fill el que fou nomenat per Kilidj Arslan per prendre el seu relleu.
Fos com fos, després de la mort de Çaka, el seu beilicat desapareix de la història. Els romans d'Orient alliberarien ben aviat la regió, sota el comandament d'Aleix I Comnè, i als seljúcides els caldrien més de dos-cents anys per reprendre altre cop el control de la costa egea.